# Roland Bindi
Roland Bindi (Brazzaville, 1963) is een percussionist of drummer van de Belgische muziekband Allez Allez.

## Levensloop
Bindi werd geboren in Brazzaville in 1963 en woont in Brussel sinds 1976. Hij is muzikant en lichttechnicus.

## Allez Allez
Allez Allez was in de jaren 80 een Belgische funkgroep.
Het waarmerk van Allez Allez waren hoogst dansbare en aanstekelijke ritmes, Afrikaanse invloeden en zang van hoge kwaliteit. Tezamen vormde dit een krachtig en funky mengsel. De groep werd aangevoerd door de Amerikaanse zangeres Sarah Osborne.
In 2017 werd Allez Allez herboren, en Roland Bindi was nog steeds de percussionnist.

## Andere activiteiten
In 2002 animeerde hij workshops “African Guides” in het Africamuseum te Tervuren.
Bindi verzorgt ook solo-optredens zoals tijdens concerten in de ‘ Vlaamse Rand’